# انتریم (نیوهمپشایر)
انتریم (به انگلیسی: Antrim) شهری در ایالت نیوهمپشایر کشور ایالات متحده آمریکا است که جمعیت آن در سرشماری سال ۲۰۱۰ میلادی، ۱٬۳۹۷ نفر بوده‌است.

## نگارخانه

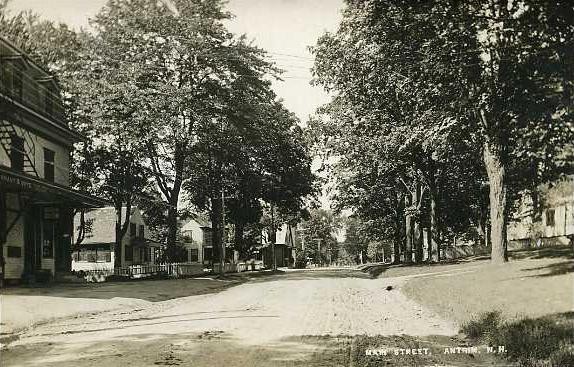
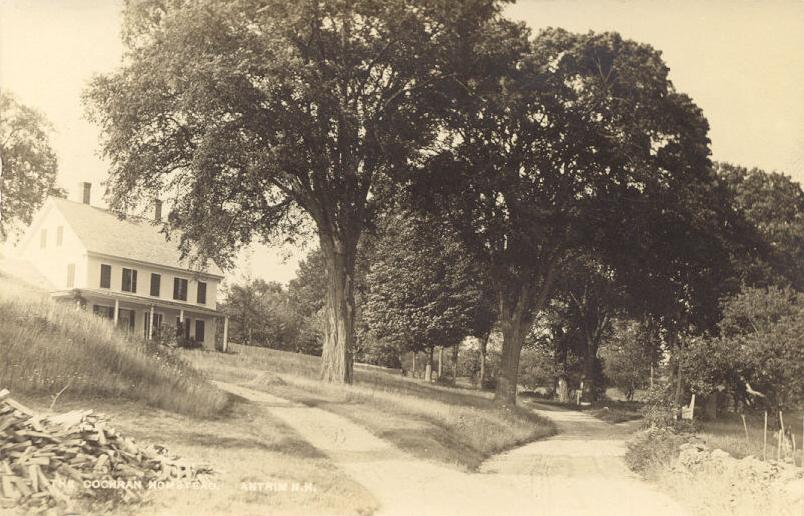
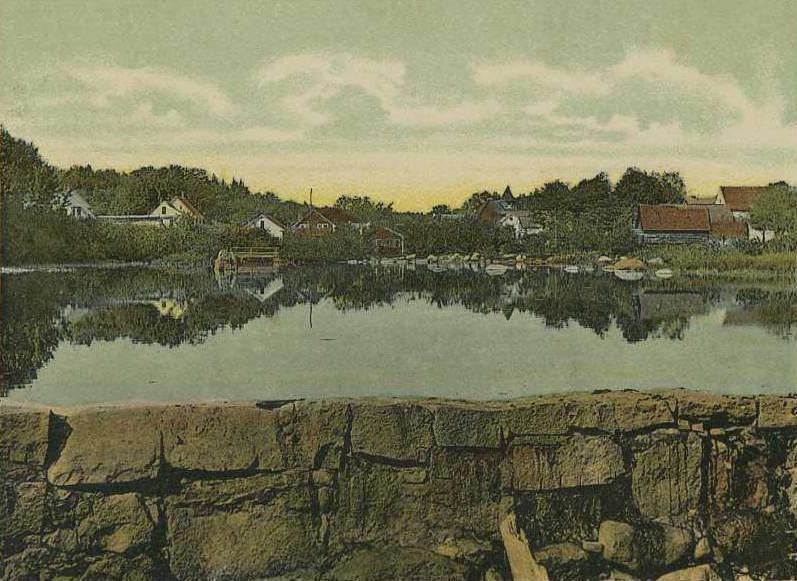
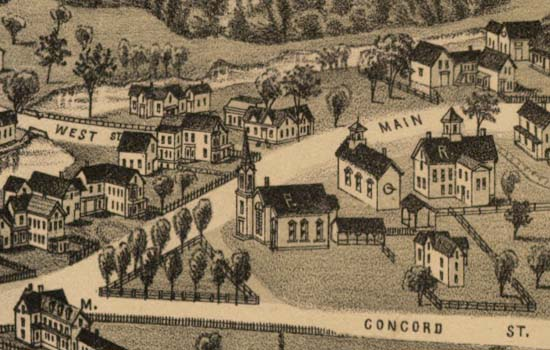

## موقعیت جغرافیایی
موقعیت جغرافیایی شهرها و مناطق اطراف به شرح زیر است: